# 二十九歳
『二十九歳』（にじゅうきゅうさい）は、Base Ball Bearのメジャー5枚目のフルアルバム。

## 解説
- 前作『THE CUT』から約1年ぶり、フルアルバムとしては『新呼吸』から約2年7か月ぶりのリリース。
- 完全生産限定盤は、CD作品としては初となるDVD付。
- 「普通」がテーマのアルバムであり、これまでの楽曲で扱われることの多かった「青春」の要素が薄れ、社会人としてのメッセージが強くなっている。
- アルバムの特設サイトにて、メンバーのコメント映像と収録曲のティザー映像が公開された[2]。
- 今作より、CDなどの表記が「EMI RECORDS」に切り替えられる（リリースを行う会社は変更されていない）。
- 小出は本アルバムを「構想3年、制作3ヶ月」としており、アルバムの新録楽曲は2014年に入ってから制作された曲が多い。
- オリコンチャートの2014年6月16日付週間CDアルバムランキングでは、1万328枚を売り上げ8位にランクインした。

## 収録曲

### CD
| 全作詞・作曲: 小出祐介、全編曲: Base Ball Bear。 |                                                                             |          |            |      |
| #                                                | タイトル                                                                    | 作詞     | 作曲・編曲 | 時間 |
| 1.                                               | 「何才」                                                                    | 小出祐介 | 小出祐介   | 4:00 |
| 2.                                               | 「アンビバレントダンサー」                                                  | 小出祐介 | 小出祐介   | 4:23 |
| 3.                                               | 「ファンファーレがきこえる（Album Mix）」                                   | 小出祐介 | 小出祐介   | 3:35 |
| 4.                                               | 「Ghost Town」                                                              | 小出祐介 | 小出祐介   | 5:04 |
| 5.                                               | 「yellow」                                                                  | 小出祐介 | 小出祐介   | 3:25 |
| 6.                                               | 「そんなに好きじゃなかった」                                                | 小出祐介 | 小出祐介   | 4:40 |
| 7.                                               | 「The Cut -feat. RHYMESTER-（Album Mix）」(作詞: 小出祐介・Mummy-D・宇多丸) | 小出祐介 | 小出祐介   | 5:11 |
| 8.                                               | 「ERAい人」                                                                 | 小出祐介 | 小出祐介   | 1:40 |
| 9.                                               | 「方舟」                                                                    | 小出祐介 | 小出祐介   | 3:27 |
| 10.                                              | 「The End」                                                                 | 小出祐介 | 小出祐介   | 5:07 |
| 11.                                              | 「スクランブル」                                                            | 小出祐介 | 小出祐介   | 5:18 |
| 12.                                              | 「UNDER THE STAR LIGHT」                                                    | 小出祐介 | 小出祐介   | 4:51 |
| 13.                                              | 「PERFECT BLUE（Album Mix）」                                               | 小出祐介 | 小出祐介   | 4:19 |
| 14.                                              | 「光蘚（Album Mix）」                                                       | 小出祐介 | 小出祐介   | 9:49 |
| 15.                                              | 「魔王」                                                                    | 小出祐介 | 小出祐介   | 5:24 |
| 16.                                              | 「カナリア」                                                                | 小出祐介 | 小出祐介   | 3:37 |
| 合計時間:                                        | 合計時間:                                                                   | 73:50    |            |      |

### 完全生産限定盤DVD特典収録内容
- メンバーによる初の公式インタビュー
- 2014春ライブツアー「光蘚」ファイナル公演（2014/4/4 名古屋BOTTOM LINE）ライブ映像

| #  | タイトル                  | 作詞 | 作曲・編曲 |
| -- | ------------------------- | ---- | ---------- |
| 1. | 「神々LOOKS YOU」         |      |            |
| 2. | 「SCHOOL GIRL FANTASY」   |      |            |
| 3. | 「レモンスカッシュ感覚」  |      |            |
| 4. | 「senkou_hanabi」         |      |            |
| 5. | 「初恋」                  |      |            |
| 6. | 「kodoku no synthesizer」 |      |            |

### 楽曲について
1. 何才
2. アンビバレントダンサー
3. ファンファーレがきこえる（Album Mix）
  - 16thシングル曲
4. Ghost Town
  - 当初は「ヤンキーになりたい」という仮タイトルだった。しかし、米津玄師の当時のニュー・アルバムが『YANKEE』であることを知り、急遽曲名を変更したという[3]。
5. yellow
  - 2014春ライブツアー「光蘚」で先に披露された。
6. そんなに好きじゃなかった
  - アルバムのリードトラック。
  - MVが制作されている。監督はスミスと夢眠ねむの映像制作ユニット「スミネム」である。
  - 2014春ライブツアー「光蘚」で先に披露された。
7. The Cut -feat. RHYMESTER-（Album Mix）（作詞：小出祐介・Mummy-D・宇多丸）
  - 3rdミニアルバム『THE CUT』収録曲
8. ERAい人
9. 方舟
10. The End
11. スクランブル
12. UNDER THE STAR LIGHT
  - 「PERFECT BLUE」の前日譚にあたる曲[4]。
13. PERFECT BLUE（Album Mix）
  - 15thシングル曲
14. 光蘚（Album Mix）
  - アニメ「惡の華」コンセプトE.P.『惡の花譜』収録曲
  - 歌詞について、小出は「すぐに書けた」「昼くらいに書き始めて夕方には完成してた」と語っている[4]。
  - バンドの全楽曲の中で最も演奏時間が長い（9分49秒[5]）。
15. 魔王
  - 歌詞を書きながら初めて泣いたという曲。小出曰く「“あ、俺はこれが言いたくてミュージシャンやってたんだ”って思った」[4]。
  - 2012年秋のツアー「新呼吸 take2」の時期に小出と関根によりデモが録音されている。
16. カナリア